# Jhansi (stato)
Lo Stato di Jhansi fu uno stato principesco del subcontinente indiano, avente per capitale la città di Jhansi. Governato originariamente dalla dinastia Newalkar dei maratha, rimase dalla sua fondazione sotto la sovranità dell'India britannica dal 1804 sino al 1853, quando le autorità inglesi presero possesso diretto dello stato sulla base della dottrina della decadenza. La città fortificata di Jhansi ne era la capitale.
Storicamente, il principato di Jhansi nel Bundelkhand era stato tributario dei pascià, i quali avevano ceduto i loro diritti sulla provincia di Jhansi egli inglesi dopo la sconfitta dell'Impero maratha. Lord Hastings ricompensò il capo locale con il possesso ereditario della provincia.
Lo stato di Jhansi fu, ad ogni modo, reclamato da Rani Laxmi Bai, una delle figure chiave dei moti indiani del 1857, dall'agosto del 1857 al giugno del 1858.

## Storia

### Sotto i Rajput bundela di Orchha/Panna
Il villaggio di Jhansi e le aree circostanti furono una delle fortezze dei Chandela. Balwant Nagar fu il primo di questi; ad ogni modo nell'XI secolo Jhansi perse la propria importanza. Nel XVII secolo col raja Bir Singh Deo I (r. 1605–1627) di Orchha tornò nuovamente alla ribalta. Il raja Bir Singh Deo ebbe buone relazioni con l'imperatore mughal Jehangir. In cinque anni (1613–1618) il raja Bir Singh Deo eresse il Forte di Jhansi e si stabilì a Balwant Nagar, villaggio che poi divenne noto come Jhansi. 

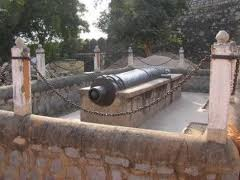
Karak Bijli Toop; uno dei cannoni del forte di Jhansi

Il maharaja Chhatrasal, il governante bundela di Panna venne minacciato da incursioni da parte dei governatori musulmani dell'Impero mughal. Nel 1729 Mohammed Khan Bangash attaccò Chattrasal e pertanto nel 1732 Chhatrasal chiamò in proprio aiuto i maratha per sconfiggere i mughal. Il pascià, Baji Rao I aiutò il maharaja Chattrasal ed insieme i due sconfissero l'esercito mughal.

### Sotto i pascià di Poona
Il pascià Baji Rao I venne ricompensato con un terzo dei domini del maharaja e Jhansi venne inclusa nella parte ceduta e pertanto tale area divenne parte del territorio dei maratha.
Il generale Maratha sviluppò la città di Jhansi e la popolò con abitanti provenienti dallo stato di Orchha. Nel 1742 Naroshanker venne creato subedar di Jhansi. Durante il suo incarico che mantenne per 15 anni egli non solo estese il forte di Jhansi che era di importanza strategica nell'area, ma realizzò ulteriori strutture. La parte estesa del forte è nota col nome di Shankergarh. Nel 1757 Naroshanker venne richiamato dal pascià; il suo successore fu Madhav Govind Kakirde che venne a sua volta succeduto da Babulal Kanahai, che governò l'area dal 1757 al 1766. Seguriono poi Vishwas Rao Laxman (1766-1769) e Raghunath Rao II Newalkar. Quest'ultimo fu un amministratore particolarmente abile e riuscì ad incrementare di molto le rendite dello stato. Il tempio di Maha Lakshmi ed il tempio di Raghunath vennero eretti sotto il suo dominio.

### Lo Stato di Jhansi

#### 1804-1853
Nel 1804 gli inglesi promisero protezione dai subedar dei maratha, cosicché Rao Shiv Rao Hari Bhau poté de facto ottenere l'indipendenza dai pascià di Poona. Egli assunse il titolo di Rao di Jhansi nel 1804.
Successivamente un trattato del 1818 tra il pascià Baji Rao II e la Compagnia Britannica delle Indie Orientali fece rinunciare al primo i suoi diritti sul Bundelkhand.
Dopo la morte di Shiv Rao nel 1814, suo nipote Ramchandra Rao venne proclamato suo successore e con lui venne concluso un secondo trattato con gli inglesi il 18 novembre 1817. Egli ottenne il titolo di Maharajadhiraj nel 1834 dagli inglesi. Ramchandra Rao morì nel 1835.
Dopo la sua morte, Raghunath Rao III venne nominato suo successore ed in quello stesso anno ottenne il titolo di "Maharajahdhiraj Fidvi Badshah Jamjah Inglistan" (Gran Re Fedele alla Gran Bretagna), unico nel suo genere. Raghunath Rao III fu un governante incapace dell'amministrazione dello stato e un dissoluto, al punto che gli inglesi decisero di annettere direttamente lo stato ai loro domini indiani. Alla sua morte nel 1838 i governanti inglesi accettarono suo figlio, Gangadhar Rao come raja di Jhansi nel 1843.

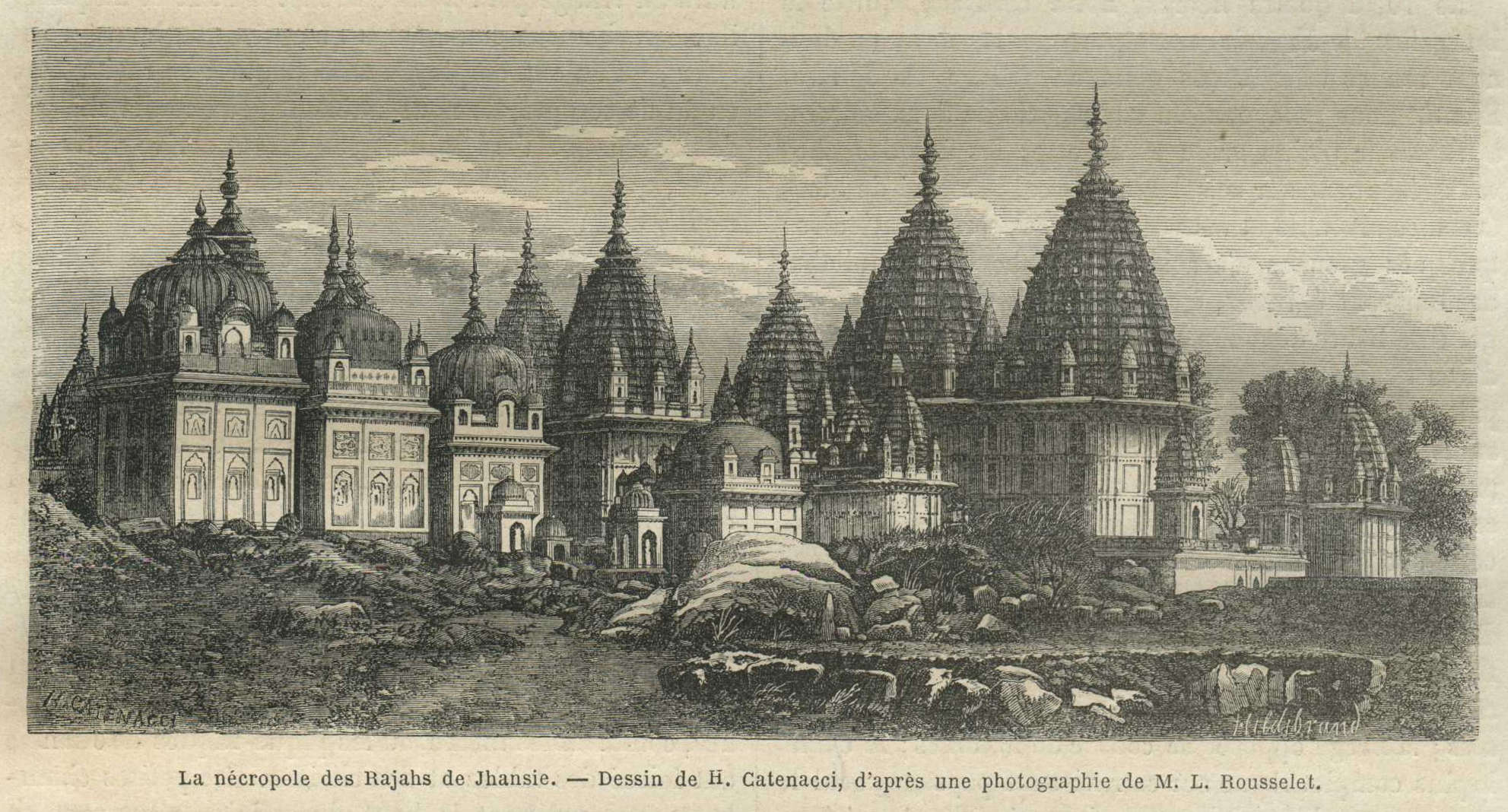
Un disegno della necropoli dei raja di Jhansi, 1872

Il raja Gangadhar Rao sposò Laxmi Bai, ed insieme avevano adottato un figlio chiamato Anand Rao, figlio di suo cugino, che venne rinominato Damodar Rao, il giorno prima della sua morte. L'adozione venne formalizzata alla presenza di un ufficiale politico britannico, tramite una lettera che il raja consegnò al governo inglese nella quale richiedeva che il figlio fosse trattato col rispetto dovuto e che il governo di Jhansi fosse concesso alla sua vedova per tutto il periodo della sua vita. Dopo la morte del raja nel novembre del 1853 Damodar Rao venne proclamato successore del padre, ma la Compagnia Britannica delle Indie Orientali decise di adottare, su consiglio del governatore generale Lord Dalhousie, la Dottrina della decadenza, rigettando quindi le pretese di Damodar Rao al trono ed annettendo lo stato ai territori direttamente gestiti dagli inglesi.
Lo stato di Jhansi coi distretti di Jalaun e Chanderi vennero quindi sottoposti ad una sovrintendenza inglese. Nel marzo del 1854, Laxmi Bai ottenne una pensione di 60.000 rupie ma le venne chiesto di lasciare il palazzo ed il forte locali. Rani Laxmi Bai, vedova del raja, chiese al governatore generale e poi al governo inglese che i diritti di Damodar Rao fossero riconosciuti, ma anche questa petizione venne rigettata.
Il Khaniadhana divenne uno stato indipendente dopo la separazione da Jhansi.

#### Dall'agosto del 1857 al giugno del 1858

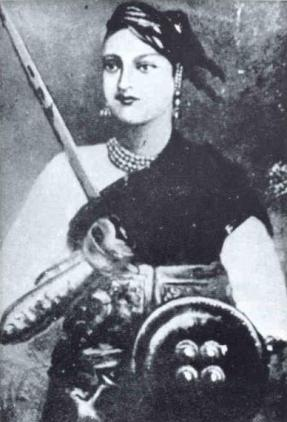
Rani Laxmi Bai ritratta come sowar

Ad ogni modo, quando scoppiarono i moti indiani del 1857, Jhansi fu uno dei centri delle principali rivolte. Nel giugno di quell'anno alcuni uomini del 12º Bengal Native Infantry assediarono il forte contenente il tesoro dello stato ed il magazzino e massacrarono gli ufficiali europei ed il resto della guarnigione con le loro mogli e figli l'8 giugno 1857. A seguito di questi eventi, in quanto unica autorità della città rimasta in vita, Rani si sentì obbligata ad assumere l'amministrazione locale e scrisse al maggiore Erskine, commissario della divisione del Saugor spiegando le motivazioni che la avevano portata a tanto. Le forze della Rani sconfissero un tentativo di usurpazione del trono da parte di un altro principe rivale che venne catturato e imprigionato. Vi fu quindi un'invasione del Jhansi ad opera delle forze degli stati di Orchha e Datia (alleati degli inglesi); la loro intenzione ad ogni modo era quella di dividersi lo stato di Jhansi tra loro. La Rani si appellò agli inglesi per ottenere a questo punto aiuto ma questi la ritenevano responsabile del massacro avvenuto in precedenza e non le diedero assistenza. Da sola, fu in grado di assemblare forze che raccolsero ammutinati da altri eserciti e forze regolari che furono in grado di sconfiggere gli invasori nell'agosto del 1857. La sua intenzione era quella di continuare a mantenere la corona di Jhansi malgrado la presenza degli inglesi.
Dall'agosto del 1857 al gennaio del 1858 Jhansi fu sotto il governo di Rani e fu in pace. Gli inglesi avevano annunciato che diverse truppe sarebbero state inviate in loco per mantenere il controllo della regione ma de facto nessuno osò contrastare il dominio della sovrana locale dopo le sconfitte subite. Quando a marzo del 1858 ad ogni modo le truppe inglesi giunsero sul posto lo trovarono ben difeso ed il forte con cannoni pesanti che potevano sparare sino ai villaggi vicini. Sir Hugh Rose, comandante delle forze inglesi, chiese la resa della città; di fronte ad un rifiuto l'avrebbe distrutta. Dopo la deliberazione la Rani inviò un proclama: "Noi combattiamo per l'indipendenza. Nelle parole del Signore Krishna, se saremo vittoriosi godremo dei frutti della vittoria, se verremo sconfitti o uccisi sul campo di battaglia, entreremo nella gloria eterna della salvezza." Ella fu in grado di difendere Jhansi dalle truppe inglese quando Sir Hugh Rose la assediò dal 23 marzo 1858. Il bombardamento iniziò il 24 marzo ma per quanto il fuoco fosse incessante, gli indiani riuscirono a riparare le difese tempestivamente. I difensori inviarono richieste di aiuto a Tatya Tope. Un esercito di più di 20.000 uomini, capeggiato da Tatya Tope, giunse a Jhansi ma non riuscì a resistere allo scontro con gli inglesi il 31 marzo. Durante la battaglia le forze di Tatya Tope vennero sconfitte e gli inglesi poterono riprendere l'assedio alla città il 2 aprile e venne deciso di lanciare l'assalto da una breccia creatasi nel frattempo nelle mura. Quattro colonne assaltarono le difese da punti differenti e tentarono pure di scalare le mura cittadine sotto pesante fuoco nemico. Due altre colonne erano già penetrate nella città dal palazzo, incontrando una fiera resistenza sia nelle strade che nel palazzo stesso. I combattimenti per le strade proseguirono sino al giorno successivo, mentre persino donne e bambini imbracciavano i fucili. "Nessuna clemenza venne usata per segnare la caduta della città" scrisse a tal proposito Thomas Lowe. La Rani si ritirò dal palazzo verso il forte dopo aver deciso che la città sarebbe resistita sino all'ultimo uomo, ma ben presto si rese conto che questa resistenza era inutile ed anzi dannosa per la popolazione e per questo per lei era ora prescritto l'esilio e la scelta del futuro sovrano sarebbe potuta ricadere su Tatya Tope o su Rao Sahib (nipote di Nana Sahib). La Rani fuggì di notte con suo figlio, circondata da guardie fidate. La maggior parte della popolazione (stimata nel 1858 in 5 000 abitanti) morì nel massacro per la presa della città.
Rani Lakshmibai morì a seguito delle ferite subite in basttaglia a Kotah ki Serai presso la città di Gwalior il 17/18 giugno. Gli inglesi impiegarono sino al novembre di quello stesso anno per poter sottomettere completamente il principato di Jhansi al loro controllo.

#### Sviluppi successivi
Nel 1861 la città venne ceduta assieme al territorio allo Stato di Gwalior e la capitale del distretto venne spostata in nuovo villaggio, Jhansi Naoabad ("Jhansi rifondata").
Jhansi (la vecchia città) divenne capitale di una "subah" (provincia) dello stato di Gwalior, ma nel 1886 venne restituita agli inglesi in cambio del forte di Gwalior. Fu da quel momento, dunque, che l'intera area tornò sotto il controllo inglese nell'India britannica e venne integrato nelle Province Unite.